# Campionato europeo di baseball 2001
Il campionato europeo di baseball 2001 è stato la ventisettesima edizione del campionato continentale. Si svolse a Bonn, Colonia e Solingen, in Germania, dal 28 luglio al 5 agosto, e fu vinto dai Paesi Bassi, alla loro diciassettesima affermazione in ambito europeo. Per la prima volta dal 1957 l’Italia non raggiunse la finale, sempre disputata contro gli olandesi, se si eccettua l’edizione 1967, quando né gli azzurri né gli oranje gareggiarono.

## Squadre partecipanti
- Belgio
- Croazia
- Francia
- Germania
- Italia
- Paesi Bassi

- Rep. Ceca
- Regno Unito
- Russia
- Spagna
- Svezia
- Ucraina

## Risultati

### Gruppo A
|    | Team        | V - P | Pf - Ps | %     |
| -- | ----------- | ----- | ------- | ----- |
| 1. | Paesi Bassi | 4 - 1 | 47 - 8  | 0.800 |
| 2. | Rep. Ceca   | 3 - 2 | 41 - 31 | 0.600 |
| 3. | Russia      | 3 - 2 | 33 – 25 | 0.600 |
| 4. | Spagna      | 2 - 3 | 41 – 43 | 0.400 |
| 5. | Regno Unito | 2 - 3 | 24 – 58 | 0.400 |
| 6. | Ucraina     | 1 - 4 | 29 – 50 | 0.200 |

| 28 luglio 2001 | Spagna | 7 – 14 | Ucraina |  |

| 28 luglio 2001 | Russia | 8 – 6 | Rep. Ceca |  |

| 28 luglio 2001 | Paesi Bassi | 27 – 0 | Regno Unito |  |

| 29 luglio 2001 | Russia | 5 – 6 | Regno Unito |  |

| 29 luglio 2001 | Paesi Bassi | 6 – 3 | Spagna |  |

| 29 luglio 2001 | Rep. Ceca | 19 – 9 | Ucraina |  |

| 30 luglio 2001 | Paesi Bassi | 5 – 1 | Rep. Ceca |  |

| 30 luglio 2001 | Russia | 13 – 2 | Ucraina |  |

| 30 luglio 2001 | Spagna | 16 – 11 | Regno Unito |  |

| 31 luglio 2001 | Paesi Bassi | 3 – 4 | Russia |  |

| 31 luglio 2001 | Regno Unito | 5 – 4 | Ucraina |  |

| 31 luglio 2001 | Rep. Ceca | 9 – 7 | Spagna |  |

| 1º agosto 2001 | Russia | 3 – 8 | Spagna |  |

| 1º agosto 2001 | Paesi Bassi | 6 – 0 | Ucraina |  |

| 1º agosto 2001 | Rep. Ceca | 6 – 2 | Regno Unito |  |

### Gruppo B
|    | Team     | V - P | Pf - Ps | %     |
| -- | -------- | ----- | ------- | ----- |
| 1. | Italia   | 5 - 0 | 50 - 10 | 1.000 |
| 2. | Francia  | 4 - 1 | 49 – 17 | 0.800 |
| 3. | Germania | 2 - 3 | 30 – 41 | 0.400 |
| 4. | Belgio   | 2 - 3 | 18 – 36 | 0.400 |
| 5. | Croazia  | 2 - 3 | 20 - 40 | 0.400 |
| 6. | Svezia   | 0 - 5 | 17 - 40 | 0.000 |

| 28 luglio 2001 | Croazia | 5 – 7 | Belgio |  |

| 28 luglio 2001 | Francia | 7 – 3 | Svezia |  |

| 28 luglio 2001 | Italia | 14 – 5 | Germania |  |

| 29 luglio 2001 | Croazia | 8 – 6 | Svezia |  |

| 29 luglio 2001 | Italia | 10 – 1 | Belgio |  |

| 29 luglio 2001 | Francia | 18 – 6 | Germania |  |

| 30 luglio 2001 | Germania | 9 – 0 | Belgio |  |

| 30 luglio 2001 | Italia | 11 – 1 | Svezia |  |

| 30 luglio 2001 | Francia | 14 – 0 | Croazia |  |

| 31 luglio 2001 | Germania | 5 – 6 | Croazia |  |

| 31 luglio 2001 | Italia | 7 – 2 | Francia |  |

| 31 luglio 2001 | Belgio | 9 – 4 | Svezia |  |

| 1º agosto 2001 | Germania | 5 – 3 | Svezia |  |

| 1º agosto 2001 | Italia | 8 – 1 | Croazia |  |

| 1º agosto 2001 | Francia | 8 – 1 | Belgio |  |

### Girone 9º/12º posto
|    | Team        | V - P | Pf - Ps | %     |
| -- | ----------- | ----- | ------- | ----- |
| 1. | Belgio      | 3 - 0 | 21 – 7  | 1.000 |
| 2. | Regno Unito | 2 - 1 | 21 – 16 | 0.667 |
| 3. | Ucraina     | 1 - 2 | 15 – 17 | 0.333 |
| 4. | Svezia      | 0 - 3 | 15 – 33 | 0.000 |

| 3 agosto 2001 | Belgio | 4 – 3 | Regno Unito |  |

| 3 agosto 2001 | Belgio | 8 – 0 | Ucraina |  |

| 3 agosto 2001 | Ucraina | 11 – 4 | Svezia |  |

| 3 agosto 2001 | Regno Unito | 13 – 7 | Svezia |  |

### Quarti di finale
| 3 agosto 2001 | Francia | 5 – 3 | Rep. Ceca |  |

| 3 agosto 2001 | Italia | 6 – 4 | Spagna |  |

| 3 agosto 2001 | Paesi Bassi | 8 – 7 | Croazia |  |

| 3 agosto 2001 | Russia | 10 – 4 | Germania |  |

### Semifinali 5º/8º posto
| 4 agosto 2001 | Croazia | 0 – 14 | Rep. Ceca |  |

| 4 agosto 2001 | Spagna | 3 – 2 | Germania |  |

### Semifinali
| 4 agosto 2001 | Italia | 0 – 2 | Russia |  |

| 4 agosto 2001 | Francia | 1 – 5 | Paesi Bassi |  |

### Finale 7º/8º posto
| 5 agosto 2001 | Croazia | 4 – 10 | Germania |  |

### Finale 5º/6º posto
| 5 agosto 2001 | Rep. Ceca | 4 – 0 | Spagna |  |

### Finale 3º/4º posto
| 5 agosto 2001 | Italia | 3 – 0 | Francia |  |

### Finale
| 5 agosto 2001 | Paesi Bassi | 4 – 0 | Russia |  |

## Classifica finale
| Campione d'Europa | Campione d'Europa | Campione d'Europa |
| ----------------- | ----------------- | ----------------- |
| Paesi Bassi       |                   |                   |
| Argento           | Russia            |                   |
| Bronzo            | Italia            |                   |
| 4.                | Francia           |                   |
| 5.                | Rep. Ceca         |                   |
| 6.                | Spagna            |                   |
| 7.                | Germania          |                   |
| 8.                | Croazia           |                   |
| 9.                | Belgio            |                   |
| 10.               | Regno Unito       |                   |
| 11.               | Ucraina           |                   |
| 12.               | Svezia            |                   |